# STADIUM CITY HOTEL NAGASAKI
STADIUM CITY HOTEL NAGASAKI（日本語: スタジアムシティホテル長崎）は、長崎県長崎市幸町の長崎スタジアムシティ内にあるホテル。運営は、リージョナルクリエーション長崎。

## 概要
2024年（令和6年）10月14日に長崎スタジアムシティ内に開業。
部屋の位置により条件は変わるが、試合がある日は普段は見る事の出来ない角度からサッカーの試合を見たり、他にはスタジアムや世界新三大夜景や稲佐山方面、立山公園や市街方面の眺望を望む事が出来る。
また、ホテルのエントランスを出て外回りしなくてもピーススタジアムやハピネスアリーナやノース棟やサウス棟に2階や3階の内側からアクセスできる構造。

## 客室

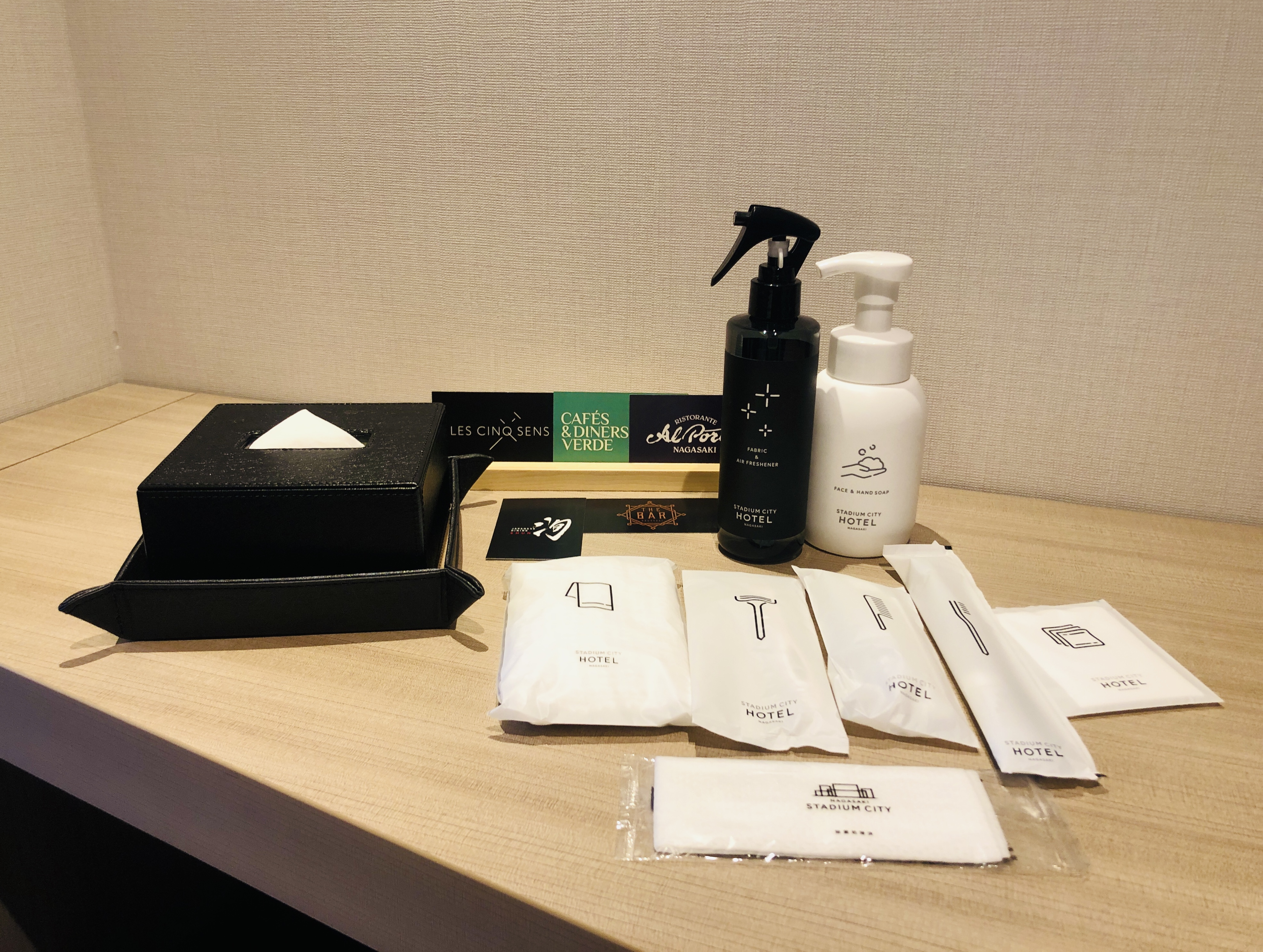
アメニティ

スイートルーム16室を含む全243室で、予約は最初にホテルの両側にあたるスタジアムビュー、シティビューから部屋を選ぶ。
その後に部屋のグレードをスタンダード、デラックス、グランドデラックス、スイート、バリアフリーの中から選ぶ。
部屋に備え付けのソフトドリンクは無料。浴室はブラインド付きのガラス張りで寝室のテレビを見る事が可能。ベッドには高級寝具エアウィーヴを使用し、アメニティグッズも多数あり。
スマートテレビのメニューではWi-Fiやデジタルテレビ放送の他に、アクティビティ予約、ホテル案内、施設概要、各施設の混雑状況と予約、DAZN、ルームサービス、キャストの案内があり、YouTube、Amazon Prime Video、Huluなどもマイカウントがあればログインして視聴が可能。

## 特徴
レストランの食材や食器には長崎産を所々で使用。試合がある日はビュッフェで対戦相手の地域の名物料理が出てきたり、フロントに飾られているヴィヴィくんやLUCA（ルカ）と一緒にマスコットも変わる。トリートメント関連では全館にオリジナルブランドの『VIASU』が備え付けてある。

## 設備
追加料金の有無、階数と営業時間は店舗により異なる。
- レストラン＆バー[6]
  - LES CINQ SENS　イノベーティブフレンチ
  - Al Porto NAGASAKI　イタリア料理
  - CAFĒS & DINERS VERDE　カフェダイニング
  - JAPANESE DINING 洵　創作和食・寿司・天ぷら
  - THE CLUB NAGASAKI　モダンアメリカン
  - THE BAR NAGASAKI　ショットバー・オーセンティックバー
  - WAGYUMAFIA NAGASAKI　会員制和牛レストラン
  - SUSHIMAFIA NAGASAKI　会員制寿司レストラン
  - YAKINIKUMAFIA NAGASAKI　焼肉
  - MASHI NO MASHI NAGASAKI　ちゃんぽん
  - YATCHABAR　日本酒バー
- オープンスペース
  - THE STADIUM BREWS NAGASAKI　ブルワリーレストラン
- アクティビティ＆リラクゼーション[7]
  - プール[8]
  - 半露天ジェットバス
  - サウナ
  - ジム
  - 大浴場(天然温泉)
  - 家族風呂(天然温泉)
  - Spring Tree Spa(エステ)
- ブライダル
- バンケット

## アクセス
長崎スタジアムシティ#アクセスを参照